# Eleanor Duckett
Eleanor Shipley Duckett (7 novembre 1880, Bridgwater, Somerset, Angleterre - 23 novembre 1976) est une philologue et historienne médiéviste d'origine britannique qui passe la majeure partie de sa carrière aux États-Unis. Pendant trente ans, elle enseigne au Smith College (Northampton, Massachusetts). Duckett publie un certain nombre de livres avec University of Michigan Press, principalement sur l'histoire européenne, l'histoire religieuse et les saints, et est critique pour The New York Times Book Review. Initialement, Duckett est connue pour avoir écrit des livres historiques accessibles sur le Moyen Âge ; plus tard, elle acquiert une réputation d'autorité sur les saints du début du Moyen Âge. Fervente épiscopalienne, Duckett est la compagne de la romancière Mary Ellen Chase.

## Biographie
Encouragée par son père à étudier les textes classiques, Duckett travaille tout au long de son éducation préparatoire afin d'aller à l'université. Elle obtient son BA (1903) et MA (1904), ainsi qu'un diplôme en pédagogie (1905), de l'Université de Londres. Elle utilise ces diplômes pour enseigner les classiques à la Sutton High School dans le Surrey jusqu'en 1907, mais part ensuite pour reprendre ses propres études avec une bourse au Girton College, le premier collège féminin de l'Université de Cambridge. En 1911, elle réussit l'examen Tripos classique et quitte l'Europe grâce à une autre bourse pour aller au Collège Bryn Mawr, où elle obtient son doctorat en 1914. Son départ aux États-Unis est en partie motivé par le manque de respect pour les femmes universitaires en Angleterre. En 1964, elle se souvient comment, à Cambridge, elle a montré le manuscrit de son premier livre à « un éminent érudit », qui lui a demandé : « Voulez-vous que je le juge sur ses propres mérites ou comme l'œuvre d'une femme ? ».
En 1914, Duckett obtient un poste au Western College for Women dans l'Ohio et, en 1916, commence à enseigner le Latin au Smith College, après 1928 en tant que professeur titulaire, où elle reste toute sa carrière. En 1926, elle rencontre la romancière Mary Ellen Chase, originaire de Blue Hill, dans le Maine. Elles vivent ensemble jusqu'à la mort de Chase en 1973 et des salles adjacentes portent leur nom sur le campus du Smith College. En 1928, elle est nommée professeur "John M. Greene" de langues et de littérature classiques. Elle prend sa retraite en 1949 et est nommée professeur émérite. En 1952, elle obtient finalement son doctorat du Girton College sur la base de ses quatre livres publiés sur l'histoire du début du Moyen Âge. Cependant, elle n'a jamais obtenu de diplôme pour ses études initiales à Cambridge. Les femmes n'ont reçu ni diplômes complets ni les avantages de la scolarité à Cambridge avant 1948.
Après sa retraite en 1949, Duckett reste une voix active dans l'histoire du début du Moyen Âge et conserve une position de premier plan sur le campus en tant que professeur émérite. Elle garde son bureau à la bibliothèque Neilson à Smith et passe également de longues périodes à faire des recherches et à donner des conférences à Cambridge. Elle parcourt le monde pour donner des conférences, faire des recherches et recevoir des honneurs pour son travail. Plusieurs de ses publications les plus importantes sont écrites après sa retraite. Elle est également très active à l'église épiscopale St. John's à Northampton. Elle y donne des conférences sur les saints et les conciles de l'Église, traduit des hymnes et organise des lectures des épîtres.
Duckett continue à écrire et à voyager, principalement à Cambridge et dans le Maine, où elle et Chase restent sur la côte dans une maison d'été appelée Windswept, un nom que Chase utilise pour l'un de ses romans les plus populaires. En 1973, après la mort de Chase, Duckett quitte la maison de Northampton où elle et Chase vivaient depuis les années 1920 et entre dans une maison de retraite. Elle est décédée en 1976 et est enterrée à côté de Chase, près de Windswept.

## Publications et recherches
Duckett commence sa carrière en tant que professeur de latin et philologue, mais dans les années 1920, elle se tourne progressivement vers le Moyen Âge. À cette époque également, son style d'écriture commence à changer - peut-être sous l'influence de Chase - vers un style plus actif, accessible et engageant, "avec un esprit considérable et une compréhension sympathique du personnage". En 1938, elle publie Gateway to the Middle Ages, qui s'avère un livre accessible et populaire et établit sa réputation d'écrivain grand public. Trouvant une reconnaissance de plus en plus populaire et savante, elle continue à cultiver sa connaissance des autorités savantes de son temps, aidée également par sa position de critique pour The New York Times Book Review.
Duckett reçoit un certain nombre de distinctions académiques et de prix. De 1926 à 1928, elle occupe la bourse Ottilie Hancock au Girton College. Elle reçoit des diplômes honorifiques de l'Université de Londres (1920), du Smith College (1949) et de l'Université St. Dunstan (1969). Le Pen & Brush Club, une organisation vouée aux arts, désigne ses anglo-saxons Saints and Scholars comme l'œuvre de non-fiction la plus distinguée de 1947. Elle obtient également un titre de membre honoraire de Phi Beta Kappa (1954), une bourse honoraire au Girton College (1958) et deux bourses Sophia Smith pour la poursuite des recherches du Smith College émérite (1963 et 1966). En 1964, elle donne la conférence commémorative Katharine Asher Engel à Smith, qui est publiée l'année suivante sous le titre Women and Their Letters in the Early Middle Ages.